# سوق الحريقة
سوق الحريقة (او سوق العريقة) هو سوق تجاري شعبي قديم يقم جنوب سوق الحميدية، وسوق مدحت باشا من جهة الشمال، وجادة الدرويشية غرباً وسوق الخياطين شرقاً. وعُرفت هذه المنطقة سابقا بـ «سيدي عامود» نسبة للوالي سيدي أحمد عامود الذي كان مدفوناً فيها، أما اسم الحريقة فأطلق على المنطقة بعد الحريق الذي شب فيها حين قصفت القوات الفرنسية دمشق عام 1925 هذا القصف الذي أدى إلى دمار أصاب الكثير من البيوت والآثار المعمارية الهامة.

## التسمية
و الحريقة بدأت في هذا المكان عندما سقطت قذيفة مدفعية أطلقت من قلعة المزة فوق قبة حمام الملكة في سيدي عامود، فاشتعلت النيران وامتدت إلى البيوت والمحلات المجاورة، والتهمت فرن جبران وزقاق المبلط وراء سوق الحميدية، ثم زقاق سيدي عامود وبعضاً من سوق مدحت باشا.

## الاهمية
نتيجة لأهمية الحريقة التجارية بالنسبة للسوريين بني بالقرب منها غرف صناعة وتجارة دمشق تلك الأبنية الواقعة قرب سوق الذهب، نرى أيضا حركة التجار في تلك الأبنية القريبة من محالهم، وكذلك مكاتبهم الصغيرة المنتشرة فوق المحال التجارية في وسط الحريقة، هذا القرب التجاري من الأبنية الرسمية أعطى المكان أهمية عن باقي الأسواق المنتشرة في دمشق
سوق الحريقة لا تعرف موسم معين فحركة الناس نشيطة في أي يوم وأي شهر وربما أي فصل، و يقدر عدد التجار في هذا السوق ما بين 3000 و 4000 تاجر، ويعد حي الحريقة أول مكان في دمشق يتمتع بشوارع مستقيمة ومتصالبة.
ولكن يشهد السوق احيانا فترات من الركود بسبب تدهور سعر العملة وايضا الارتفاع بالاسعار، وترتبط الحركة الشرائية في الةسق بسوق الحميدية القريب منها.